# Turizem v Rusiji
Od poznega sovjetskega časa je turizem v Rusiji doživel hitro rast, najprej domačega in nato tudi mednarodnega sektorja. Na račun bogate kulturne dediščine in velika naravne raznolikosti se Rusija uvršča med najbolj priljubljene turistične destinacije na svetu. Če ne upoštevamo Krima, ki je sporno ozemlje, je v državi 23 objektov, ki so vključeni na seznam Unescove svetovne kulturne dediščine, medtem ko jih je še mnogo več na poskusnih seznamih Unesca.
Glavne turistične poti v Rusiji vključujejo potovanje okoli Zlatega obroča starodavnih mest, križarjenja po velikih rekah vključno z Volgo in dolga potovanja po znameniti transsibirski železnici. Različne regije in etnične kulture Rusije ponujajo veliko različnih živil in spominkov ter kažejo veliko raznolikosti tradicij, vključno z rusko maslenico, tatarsko Sabantujo ali sibirskimi šamanskimi obredi. Leta 2013 je Rusijo obiskalo 33 milijonov turistov, s čimer je deveta najbolj obiskana država na svetu in sedma najbolj obiskana v Evropi.

## Krajina in podnebje
Srednjeevropska Rusija (npr. Moskva, Sankt Peterburg, Nižni Novgorod, Kazan, itd.) je v istem podnebnem območju kot Baltske države, Belorusija in severna Ukrajina. Podnebje jugozahodne Rusije (spodnja Volga in območje med Črnim morjem in Kaspijskim jezerom) je bolj sušno, z bolj vročimi poletji in krajšimi zimami. Podnebje ruskega Daljnega vzhoda ob pacifiški obali je podobno kot na Hokaidu, na Japonskem in severovzhodu Kitajske. Najhujše podnebje je v Sibiriji, kjer so zime zelo hladne, poletja pa zelo vroča in na skrajnem severu Rusije, kjer so temperature vedno nizke, z izjemo Murmanska, kjer morje zaradi vpliva tople norveške struje nikoli ne zmrzne. Podnebje ruske črnomorske obale je subtropsko. V nasprotju s splošnim prepričanjem podnebje najbolj priljubljenih turističnih območij Rusije ni ekstremno in je podobno kot v vzhodni Evropi. Povprečne temperature decembra, januarja in februarja v Moskvi so –4 °C, –7 °C, –6 °C, vendar je običajno bolj hladno vreme. V zadnjih nekaj desetletjih so bila obdobja izredno hladnega vremena (pod -20 °C) v srednji evropski Rusiji redki (pozimi 2016/2017 je imela Moskva temperature pod -20 °C le tri dni) , medtem ko se je število zimskih dni, ko je temperatura blizu ali malo nad lediščem, znatno povečalo. V obalnih območjih so temperature pozimi lahko občutijo nekoliko hladnejše, kar je posledica visoke vlažnosti. Če niste alergični na cvetni prah nekaterih dreves in zelišč (na primer breze, kostanja, jelše, španskega bezga, češnje, jesena, jerebike, lipe, regrata), je najboljši čas za potovanje v srednjeevropsko Rusijo pozna pomlad, ko so temperature prijetne in veliko dreves cveti in zgodaj in sredi jeseni, ko drevesa spremenijo svojo barvo in še ni hladno. Tudi poletni meseci so dobri, razen junija v mestih v osrednji in južni Rusiji, ko je topolovo seme lahko nadloga, vendar so v zadnjem času oblasti mnogih ruskih mest ukrepale proti temu z rezanjem in odstranjevanjem dreves in razmere so se dramatično izboljšale. Pozno jeseni, zimski meseci in zgodnja pomlad bodo prijetni, če nosite primerna oblačila in čevlje. Če vas zanimajo zimske aktivnosti, v srednjeevropski Rusiji običajno začne snežiti pozno jeseni in sneg se običajno ne stopi povsem pred začetkom aprila, čeprav se pojavljajo obdobja toplega vremena in se sneg lahko začasno stopi tudi sredi zime. Smučišča v gorskih območjih imajo sneg vso zimsko sezono. Srednjeevropska Rusija včasih doživi hladna obdobja v začetku maja, ko lahko temperatura za nekaj dni pade od 15 °C do ledišča.

## Turizem

### Vizumne in vstopne zahteve
Državljani držav članic neodvisnih držav, večine držav Latinske Amerike, Izraela in Južne Afrike, lahko v Rusijo potujejo 90 dni brez vizuma; obiskovalci iz Južne Koreje lahko brez vizuma obiščejo Rusijo za 60 dni; medtem ko lahko turisti iz Bosne in Hercegovine, Kube, Laosa, Macaa, Makedonije, Mongolije, Črne gore, Srbije, Sejšelov in Tajske lahko brez vizumov obiščejo 30 dni.
Za turiste iz Kitajske, Japonske, Indije, Irana, Turčije, Maroka, Mehike in nekaterih drugih držav so na voljo brezplačni e-vizumi za obisk treh regij ruskega Daljnega vzhoda (Primorski kraj, Sahalin in Kamčatka).
Turisti iz drugih držav morajo za nakup vizuma obiskati rusko diplomatsko misijo. Turisti morajo ob prehodu ruske meje imeti veljaven potni list. Ruskih vizumov ni mogoče kupiti na meji. Za več informacij glej vizumsko politiko Rusije.

### Kulturni turizem
Najbolj priljubljeni turistični destinaciji v Rusiji sta Sankt Peterburg (ki se je leta 2010 uvrstil na seznam najbolj obiskanih evropskih mest) in Moskva, sedanja in nekdanja prestolnica države ter velika kulturna centra, priznana kot svetovni mesti. V Moskvi in Sankt Peterburgu so svetovno znani muzeji, kot so Ermitaž in Tretjakovska galerija, znana gledališča, vključno z Bolšojem in Mariinskim gledališčem, bogate cerkve, kot so cerkev Vasilija blaženega, cerkev Kristusa Odrešenika, cerkev svetega Izaka in cerkev Kristusovega vstajenja, impresivne utrdbe kot sta Moskovski kremelj in Petropavlovska trdnjava, čudoviti trgi, kot sta Rdeči trg in Dvorni trg in ulice, kot sta Tverska in Nevski prospekt. Bogate palače in parke izjemne lepote najdemo v nekdanjih carskih rezidencah v predmestju Moskve (Kolomenskoje, Caricino) in Sankt Peterburga (Petergof, Strelna, palača Oranienbaum, Gatčinska palača, Palača v Pavlovsku, Carsko selo). Moskva vsebuje veliko različnih impresivnih stavb iz sovjetskega obdobja, skupaj s sodobnimi nebotičniki, medtem ko se Sankt Peterburg, ki so ga poimenovali Severne Benetke, ponaša s svojo klasicistično arhitekturo, številnimi rekami, kanali in mostovi.
Nižni Novgorod je glavno mesto Privolškega zveznega okrožja. Velja za 'mlajšega brata' Moskve, ker ima svoj kremelj, metro, tako imenovani Nižnji Novgorod Arbat (ulico Bolšaja Pokrovskaja) in celo kopijo spomenika Mininu in Požarskemu, izvirnik je v ruski prestolnici. Nižni Novgorod je razdeljen na dva dela ob reki Oki. Zgornje mesto je njegov zgodovinski del. Tu so Kremelj, Minin in Pozharski trg, ulice Bolšaja Pokrovskaja in Roždestvenskaja, nočni klubi, odprti prostori, veliko število spomenikov in preprosto zgodovinski kraji. Spodnje mesto je njegov industrijski in trgovski del. Tu so sejem, staro Sormovo in Kanavino, GAZ in Sotsgorod (tako imenovano 'mesto v mestu'), železniški terminal, letališče in številne znamenitosti za ljudi, ki želijo videti sloge podzemne, industrijske in grunge. Mesto je glavno izhodišče za križarjenja po reki Volgi. Od tu se začne vožnja v Moskvo in Sankt Peterburg.
Kazan, glavno mesto Tatarstana, prikazuje edinstveno mešanico krščanske ruske in muslimanske tatarske kulture. Mesto je registriralo blagovno znamko Tretja prestolnica Rusije, čeprav se za ta status potegujejo številna druga večja ruska mesta, med njimi Nižni Novgorod, Novosibirsk, Jekaterinburg in Samara, ki so bila večja kulturna središča z bogato zgodovino in ugledno arhitekturo. Veliki Novgorod, Pskov, Dmitrov in mesta Zlatega obroča (Vladimir, Jaroslavelj, Kostroma in druga) so v najboljšem primeru ohranili arhitekturo in duh starodavne in srednjeveške Rusije, poleg tega pa spadajo med glavne turistične destinacije. Številne stare utrdbe (tipično Kremlji), samostani in cerkve so raztresene po vsej Rusiji, ki tvorijo njeno edinstveno kulturno pokrajino tako v velikih mestih kot na odročnih območjih.
Republika Jakutija predlaga, da se nekdanja taborišča za prisilno delo uporabijo kot turistična atrakcija.
Poljaki obiskujejo kraje komunističnih zločinov, npr. Katinskega pokola in Solovetske otoke.

## Pomembni muzeji
Rusija uživa bogato kulturno dediščino in je dom številnih muzejev. Med najpomembnejše so Tretjakovska galerija, Kremeljska orožarna in Državni zgodovinski muzej v Moskvi, Ermitaž in Ruski muzej v Sankt Peterburgu, Kazanski kremelj v Kazanu, itd.
Rusija je znana tudi po tem, da ima veliko muzejev, povezanih z njeno literarno in klasično glasbeno dediščino, na primer Jasna Poljana, povezana z Levom Tolstojem, Muzejski rezervat Mihajlovsko, povezan z Aleksandrom Puškinom, Muzej Dostojevskega, Državna hiša-muzej Čajkovskega. apartma in muzej Rimskega Korsakova, muzej Mihaila Glinke v Moskvi, posestni muzej Sergeja Rahmaninova v Ivanovki, Tambovska regija, muzej Aleksandra Skrjabina v Moskvi.
Muzeji, povezani z rusko vojaško zgodovino in vojaško opremo so Centralni muzej velike domovinske vojne na Pokloni hribu, Centralni muzej oboroženih sil Rusije v Moskvi, Centralni muzej ruskih zračnih sil v Moninu, Moskovska regija, Centralni pomorski muzej v Sankt Peterburgu, Muzej bitke pri Stalingradu v Volgogradu.
Znani muzeji, povezani z znanostjo in tehnologijo so Politehniški muzej v Moskvi, Spominski muzej kozmonavtike, Muzej raketno-vesoljske korporacije Energia v Koroljevu v moskovski regiji.

## Promet
Ruske blagajne iz varnostnih razlogov prodajajo vozovnice za vlake, letala in avtobuse samo, če pokažete svoj potni list.

### Železnice
Državno podjetje Ruske železnice (okrajšano РЖД) upravlja večino železniških prog po vsej državi in je ključnega pomena za železniški promet v Rusiji. Železniške proge za visoke hitrosti so na voljo med Moskvo in Sankt Peterburgom, med Moskvo in Nižnim Novgorodom ter med Sankt Peterburgom in Helsinki (Finska). Evropska Rusija in Ruski Daljni vzhod sta po železnici povezana s Transsibirsko železnico. Vlak iz Moskve do Vladivostoka vozi 6 dni. Rusija uporablja tirno širino 1524 mm, ki si jo delijo tudi vse nekdanje sovjetske republike (Estonija, Latvija, Litva, Belorusija, Ukrajina, Gruzija, Armenija, Azerbajdžan, Kazahstan, Turkmenistan, Tadžikistan, Uzbekistan, Kirgizistan), Mongolija in je praktično enaka na Finskem. Vlaki, ki prečkajo mejo med Rusijo (Belorusijo, Ukrajino) in državami članicami EU (razen baltskih držav in Finske) ali med Rusijo in Kitajsko, se ustavijo na posebnih prehodih, kjer se vsak vagon dvigne, da se lahko zamenjajo njihova podvozja. Vlaki stojijo na mejnih prehodih do 2 uri.

### Pomorski in rečni promet
Pristaniška mesta v Rusiji sta Sankt Peterburg in Kaliningrad na Baltski obali, Murmansk in Arhangelsk na Arktični obali, Vladivostok, Južno-Sahalinsk in Petropavlovsk-Kamčatski na obali Tihega oceana; Soči, Novorosijsk in Sevastopol na obali Črnega morja, Astrahan na obali Kaspijskega jezera. V Evropski Rusiji številna rečna plovila ponujajo potovanja v mesta in kraje ob reki Volgi, njenih pritokih in povezanih kanalih: Moskva (preko Moskovskega kanala), Jaroslavlje, Kostroma, Nižni Novgorod, Kazan, Saratov, Volgograd, Astrahan. Rečne ladje iz Sankt Peterburga lahko potujejo do Stare Ladoge in Velikega Novgoroda na reki Volhov, do Ladoškega jezera in do Moskve (prek kanalov).

### Zračni promet
Najprometnejša mednarodna letališča v Rusiji so v bližini Moskve, Sankt Peterburga, Volgograda, Kazana, Krasnodara, Sočija in Vladivostoka. Moskva in Sankt Peterburg opravljata direktne lete iz večine evropskih prestolnic, Moskva pa ima tudi neposredne lete iz katerih koli mest v vzhodni Aziji, južni Aziji, Afriki, na Bližnjem vzhodu in v Severni Ameriki. Države, ki nimajo neposrednih letov v Rusijo, so Avstralija, Kanada in Ukrajina.

### Ceste
Glavne državne prometnice so znane kot zvezne avtoceste. Večina avtocest je brezplačnih, vendar so pred kratkim odprli nekaj cestninskih cest. Običajne ceste v manjših ruskih mestih in na podeželju so lahko v slabem stanju. V hladni sezoni (od novembra do aprila), ko je na cestah sneg in led, so zimske gume obvezne.

### Javni promet v velikih mestih
Ruska mesta, ki imajo metro, so Moskva, Sankt Peterburg, Nižni Novgorod, Novosibirsk, Samara, Jekaterinburg, Kazan. Vhodi na metro postaje so označeni s črko M, ki je v cirilici in latinici videti enako. Na moskovskem metroju so vlaki objavljeni v ruskem in angleškem jeziku, smerne table in zemljevidi pa pogosto vključujejo angleščino. Razen avtobusov in tramvajev so trolejbusi v ruskih mestih zelo pogosto nadzemni prevoz. Drug široko uporabljan način javnega prevoza je maršrutka ali skupni taksi.

## Resorti in naravni turizem
Topla subtropska črnomorska obala Rusije je mesto za številna priljubljena obmorska letovišča, kot sta Soči in Tuapse, znana po skrivnostnih plažah in čudoviti naravi. Soči se lahko hkrati pohvali s številnimi večjimi smučišči, kot je Krasnaja Poljana. Mesto je bilo gostitelj zimskih olimpijskih iger 2014. V gorah na severnem Kavkazu je veliko drugih priljubljenih smučišč, na primer Dombaj v Karačaj-Čerkeziji.
Ena najbolj znanih naravnih turističnih znamenitosti Rusije je Bajkalsko jezero, znano kot modro oko Sibirije. To edinstveno jezero, najstarejše in najgloblje na svetu, ima kristalno čisto vodo in je obdano z gorami, ki jih pokriva tajga.
Druga področja, ki so zanimiva za turiste, so Kamčatka z vulkani in gejzirji, Karelija, kjer najdemo veliko jezer in granitnih kamnin, vključno s kanjonom Ruskeala, Altaj s svojimi zasneženimi gorami, Tuva s svojimi divjimi stepami, Republika Adigeja, kjer je gora Fišt, Čečenija, kjer je jezero Kezenojam.
Najbolj znani narodni parki in svetišča Rusije so: narodni park Transbajkal, naravni rezervat Altaj, naravni rezervat Lazovski, naravni rezervat Kedrovaja Pad, narodni park Samarskaja Luka, naravni rezervat Smolenskoje Poozerje, naravni rezervat Kuronske špice, narodni park Valdai, naravni rezervat Baikal-Lena, naravni rezervat jezera Ilmen in dr.
Od leta 2014 kot del Ruske federacije upravljajo naslednje turistične destinacije na Krimu:
- Jalta - zdravilišče na Črnem morju, kjer je potekala Jaltska mirovna konferenca po drugi svetovni vojni.
- Sevastopol - zvezno mesto na obali Črnega morja.
- Simferopol - glavno mesto Republike Krim, ob reki Salhir. To je proizvodno, trgovsko in transportno središče v kmetijski regiji.

## Spominki in hrana
Tipični spominki so lutka Matrjoška in druga ročna obrt, samovar za ogrevanje vode, topla kapa ušanka in papaha ter krznena oblačila med drugimi predmeti. Ruska vodka in kaviar sta hrana, ki privlači tujce, skupaj z medom, blini, pelmenijem, juho šči ter drugimi izdelki in jedmi ruske kuhinje.